# Plenipotència
La plenipotència o plens poders és un document solemne en virtut del qual es confereix la representació d'un estat sobirà a una determinada persona per dur a terme, respecte d'un tractat internacional, determinats actes que es precisen en la mateixa plenipotència (negociació, adopció del text, autenticació d'aquest, firma, etcètera, segons els casos). La persona autoritzada per dur a terme accions específiques respecte d'un tractat rep el nom de plenipotenciari, és a dir, que disposa de plens poders.
No requereixen plenipotència perquè es considera que per si mateixos representen el seu estat, els caps d'estat i de govern, i els ministres de relacions exteriors per a qualsevol acte relacionat amb un tractat. Els caps de missió tampoc no la requereixen, dins de la seva respectiva competència, per a la negociació i adopció del text, ni els representantsacreditats pels estats davant una conferència o organització internacional, o un dels seus òrgans, per a l'adopció del text d'un tractat.
Les plenipotències, també anomenades plens poders, solen ser objecte d'intercanvi en algun moment de la negociació anterior a la prestació del consentiment, als tractats bilaterals. En els multilaterals solen dipositar-se i controlar-se a la secretaria de la conferència.